# Krystian Dziubiński
Krystian Dziubiński (ur. 28 maja 1988 w Nowym Targu) – polski hokeista, reprezentant Polski. Trener.
Bratanek Bogdana Dziubińskiego, także hokeisty.

## Kariera zawodnicza

### Kluby
- Orchard Lake St. Mary's (2004–2006)

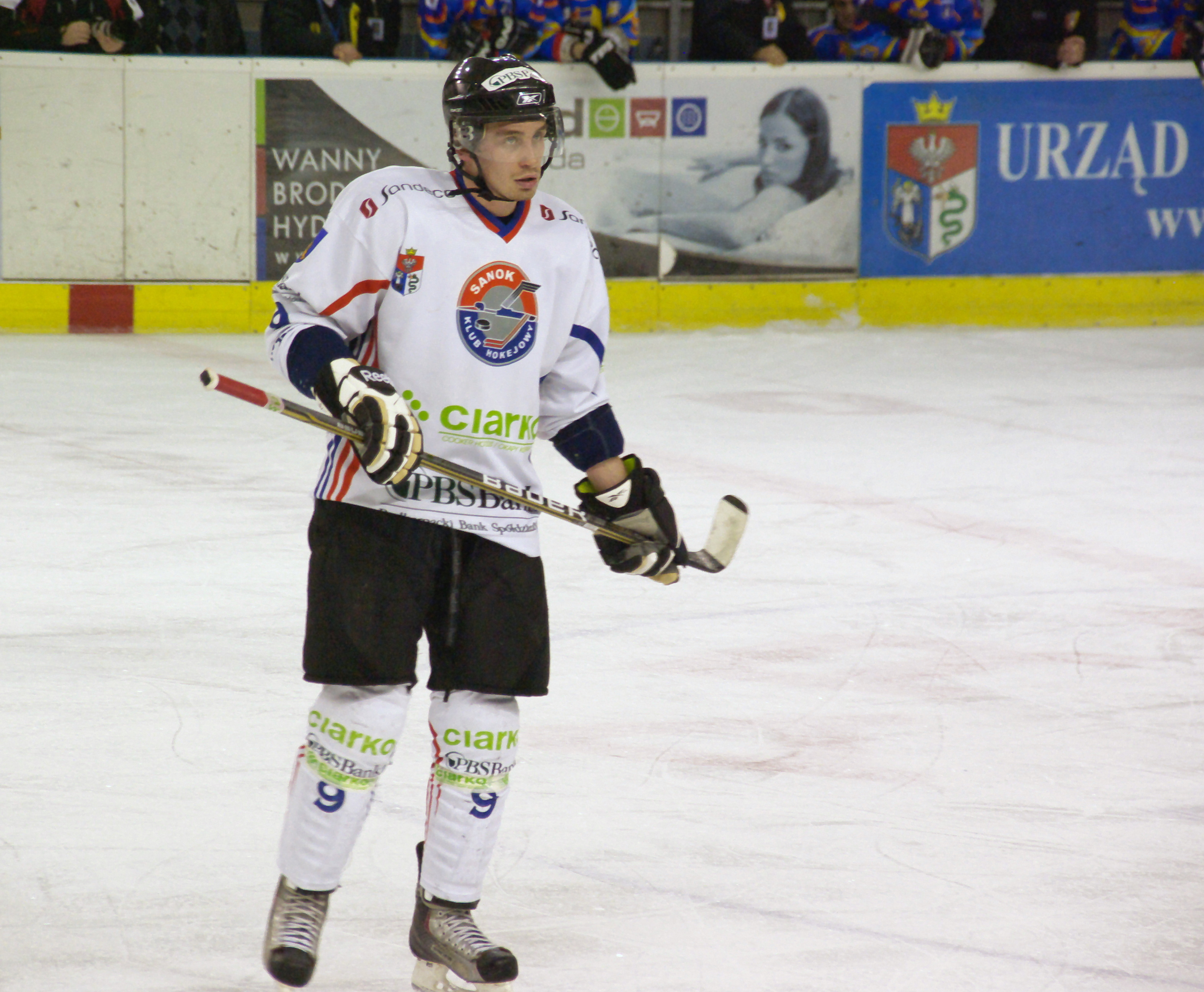
Krystian Dziubiński w barwach KH Sanok (2011)

- Alaska Avalanche (2006–2007)
- North Iowa Outlaws (2007–2008)
- MMKS Podhale Nowy Targ (2008/2009)
- Podhale Nowy Targ (2008–2010)
- Ciarko PBS Bank KH Sanok (2010–2013)
- 1928 KTH Krynica (2013)
- MMKS Podhale Nowy Targ (2013–2015)
- Cracovia (2015–2018)
- Podhale Nowy Targ (2018–2020)
- HK Nioman Grodno (2020–2021)
- Re-Plast Unia Oświęcim (2021–2025)

Wychowanek MMKS Podhale Nowy Targ. Od 2004 do 2008 występował w amerykańskich klubach rozgrywek North American Hockey League (NAHL): Orchard Lake St. Mary's (z Orchard Lake w stanie Michigan), Alaska Avalanche (z Palmer w stanie Michigan) i North Iowa Outlaws (z Mason City w stanie Iowa). W pierwszym z nich w 2005 w wieku 17 lat został powołany do hokejowej reprezentacji stanu Michigan. Dalszy pobyt i gra w USA stała się niemożliwa z powodu odmowy udzielenia wizy wjazdowej. Po powrocie wywalczył miejsce w drużynie Podhala prezentując waleczny, nieczęsto spotykany w Polsce północnoamerykański styl gry hokeja. Przy tym stworzył zgrany, widowiskowy i skuteczny atak z innymi nowotarskimi wychowankami, Tomaszem Malasińskim oraz Dariuszem Gruszką (początkowo zwany „atakiem dzieci” z racji młodego wieku hokeistów). W kwietniu 2010 zdobył mistrzostwo Polski z Podhalem. Tuż po tym sukcesie w maju 2010 został zawodnikiem Ciarko PBS Bank Sanok. Od 2010 występował w tej drużynie na zasadzie ponawianych wypożyczeń. W klubie występował do końca sezonu 2012/2013. W sanockim zespole ponownie stworzył zgrany tercet wraz z Gruszką i Malasińskim. Od 2013 zawodnik drużyny 1928 KTH Krynica. 22 listopada 2013 rozwiązał kontrakt z klubem. 26 listopada 2013 został ponownie zawodnikiem MMKS Podhale. Od maja 2015 był zawodnikiem Cracovii. Po sezonie 2017/2018 odszedł z tego klubu. Na początku czerwca 2018 został ponownie zawodnikiem Podhala. W lipcu 2020 potwierdzono jego transfer do białoruskiego zespołu Niomana Grodno (jednocześnie do tej drużyny przeszedł wtedy inny nowotarżanin, Oskar Jaśkiewicz).
Pod koniec kwietnia 2021 ogłoszono jego transfer do Re-Plast Unii Oświęcim, gdzie został kapitanem drużyny. 14 czerwca 2025 ogłosił odejście z tej drużyny. W czerwcu 2025 ogłosił zakończenie kariery zawodniczej.
W trakcie kariery zyskał pseudonim Dziubek.

### Reprezentacja
W barwach reprezentacji Polski uczestniczył w turniejach mistrzostw świata edycji 2009, 2010, 2011, 2012, 2013, 2014, 2015, 2016, 2017, 2018, 2019, 2022, 2023 (Dywizja I), 2024 (Elita).
28 kwietnia 2009 decyzją Wydziału Gier i Dyscypliny PZHL został ukarany roczną dyskwalifikacją oraz karą pieniężną w wysokości 8000 zł (sankcja dotyczyła zarówno meczów kadry Polski jak i meczów ligowych). Kara była spowodowana zajściami, jakie miały miejsce nad ranem dnia 18 kwietnia 2009 (tuż po zakończeniu turnieju Mistrzostw Świata I Dywizji), kiedy to w toruńskim hotelu Mercure Helios doszło do ekscesów i bójki w gronie hokejowej kadry Polski (w ich trakcie Krzysztof Oliwa, ówczesny menadżer kadry złamał Koluszowi nos). Wraz z nim dyskwalifikacją ukarany został biorący udział w incydencie Marcin Kolusz. W listopadzie 2009 po upływie połowy odbywanej kary WGiD PZHL przychylił się do wniosku ukaranych i zawiesił na okres jednego roku dalsze wykonanie kary dyskwalifikacji orzeczonej wobec obu hokeistów, w związku z czym powrócili do gry.

## Kariera trenerska
18 czerwca 2025 został ogłoszony trenerem Cracovii.

## Sukcesy
Reprezentacyjne
- Awans do mistrzostw świata Dywizji I Grupy A: 2014, 2022
- Awans do mistrzostw świata Elity: 2023

Klubowe
- Brązowy medal mistrzostw Polski: 2009 z Podhalem Nowy Targ, 2015 z MMKS Podhale Nowy Targ, 2023 z Unią Oświęcim
- Złoty medal mistrzostw Polski: 2010 z Podhalem Nowy Targ, 2012 z Ciarko PBS Bank KH Sanok, 2016, 2017 z Cracovią, 2024 z Unią Oświęcim
- Puchar Polski: 2010, 2011 z Ciarko PBS Bank KH Sanok, 2015 z Cracovią
- Superpuchar Polski: 2016, 2017 z Cracovią, 2024 z Unią Oświęcim
- Finał Pucharu Polski: 2016, 2017 z Cracovią, 2022 z Tauron Re-Plast Unia Oświęcim
- Srebrny medal mistrzostw Polski: 2022 z Re-Plast Unią Oświęcim

Indywidualne
- Mistrzostwa świata do lat 18 w hokeju na lodzie mężczyzn 2005#I Dywizja Grupa B:
  - Czwarte miejsce w klasyfikacji asystentów turnieju: 3 asysty[27]
- Najlepszy zawodnik polskiej reprezentacji na mistrzostwach świata do lat 20 Dywizji I (2007)
- Mistrzostwa świata do lat 18 w hokeju na lodzie mężczyzn 2006#I Dywizja Grupa B:
  - Piąte miejsce w klasyfikacji asystentów turnieju: 5 asyst[28]
- Mistrzostwa Świata w Hokeju na Lodzie 2018/I Dywizja#Grupa A:
  - Pierwsze miejsce w klasyfikacji minut kar w turnieju: 31 minut[29]
- Turniej kwalifikacyjny do zimowych igrzysk olimpijskich 2022 – Grupa H:
  - Pierwsze miejsce w klasyfikacji asystentów turnieju: 3 asysty (ex aequo)[30]
  - Pierwsze miejsce w klasyfikacji skuteczności wygranych wznowień: 73,91%[31]
- Polska Hokej Liga (2019/2020):
  - Pierwsze miejsce w klasyfikacji strzelców w sezonie zasadniczym: 28 goli[32]
- Ekstraliga białoruska w hokeju na lodzie (2020/2021)[33]:
  - Piąte miejsce w klasyfikacji strzelców w sezonie zasadniczym: 16 goli
  - Dziewiąte miejsce w klasyfikacji kanadyjskiej w sezonie zasadniczym: 44 punkty
    - Pierwsze miejsce w klasyfikacji kanadyjskiej w sezonie zasadniczym spośród zawodników spoza Białorusi i Rosji: 44 punkty
    - Pierwsze miejsce w klasyfikacji kanadyjskiej w sezonie zasadniczym w drużynie Niomana Grodno: 44 punkty

  - Drugie miejsce w klasyfikacji liczby oddanych strzałów na bramkę w sezonie zasadniczym: 137
  - Zwycięski gol w meczu 10 marca 2021 Homel – Nioman (1:2 d.) w ramach rywalizacji ćwierćfinałowej, zdobyty w szóstej dogrywce w czasie gry 169:06[34][35][36][37][38]
  - Najlepszy zawodnik Niomana Grodna w sezonie[39][40]
- Turniej kwalifikacyjny do zimowych igrzysk olimpijskich 2022 – Grupa D:
  - Gol w meczu: Polska - Słowacja 1:5 (27 sierpnia 2021)[41][42]
- Mistrzostwa Świata w Hokeju na Lodzie 2023 (I Dywizja)#Grupa A:
  - Pierwsze miejsce w klasyfikacji strzelców turnieju: 6 goli[43]
  - Trzecie miejsce w klasyfikacji asystentów turnieju: 5 asyst[44]
  - Pierwsze miejsce w klasyfikacji kanadyjskiej turnieju: 11 punktów[45]
  - Najlepszy napastnik turnieju[46]
  - Jeden z trzech najlepszych zawodników reprezentacji w turnieju[47]

Wyróżnienie
- 12. miejsce w Plebiscycie Przeglądu Sportowego 2023[48]